# Championnat des Bermudes de football 2007-2008
Navigation
Saison précédente Saison suivante
La saison 2007-2008 du Championnat des Bermudes de football est la quarante-cinquième édition de la Premier Division, le championnat de première division aux Bermudes. Les huit formations de l'élite sont réunies au sein d'une poule unique où elles s'affrontent deux fois au cours de la saison. À l'issue du championnat, les deux derniers du classement sont relégués et remplacés par les deux meilleurs clubs de Second Division.
C'est le club des PHC Zebras qui remporte la compétition cette saison après avoir terminé en tête du classement final, avec un seul point d'avance sur North Village Community Club et six sur le tenant du titre, Devonshire Cougars. Il s’agit du neuvième titre de champion des Bermudes de l'histoire du club, qui réussit le doublé en s'imposant également en Coupe des Bermudes.

## Les clubs participants
- Boulevard Blazers
- Dandy Town Hornets
- Devonshire Colts - Promu de Second Division
- North Village Community Club
- Devonshire Cougars
- PHC Zebras
- Somerset Cricket Club Trojans
- Ireland Rangers FC - Promu de Second Division

## Compétition
Le barème de points servant à établir le classement se décompose ainsi :
- Victoire : 3 points
- Match nul : 1 point
- Défaite : 0 point

### Classement
| Rang | Équipe                        | Pts | J  | G  | N | P | Bp | Bc | Diff |
| ---- | ----------------------------- | --- | -- | -- | - | - | -- | -- | ---- |
| 1    | PHC ZebrasC                   | 30  | 14 | 10 | 2 | 2 | 30 | 12 | +18  |
| 2    | North Village Community Club  | 29  | 14 | 7  | 6 | 1 | 35 | 18 | +17  |
| 3    | Devonshire CougarsT           | 24  | 14 | 6  | 6 | 2 | 32 | 11 | +21  |
| 4    | Boulevard Blazers             | 16  | 14 | 4  | 4 | 6 | 20 | 21 | -1   |
| 5    | Dandy Town Hornets            | 15  | 14 | 4  | 3 | 7 | 18 | 23 | -5   |
| 6    | Devonshire ColtsP             | 15  | 14 | 4  | 3 | 7 | 22 | 31 | -9   |
| 7    | Somerset Cricket Club Trojans | 14  | 14 | 3  | 5 | 6 | 13 | 29 | -16  |
| 8    | Ireland Rangers FCP           | 9   | 14 | 2  | 3 | 9 | 16 | 41 | -25  |

|  | Champion des Bermudes 2007-2008                                                         |
|  | Relégation en Second Division                                                           |
|  | T : Tenant du titre C : Vainqueur de la Coupe des Bermudes P : Promu de Second Division |

## Bilan de la saison
| Championnat des Bermudes de football 2007-2008 |                               |
| Champion                                       | PHC Zebras (9e titre)         |
| Coupes et trophées                             |                               |
| Vainqueur de la Coupe des Bermudes 2007-2008   | PHC Zebras                    |
| Qualifications continentales                   |                               |
| CFU Club Championship 2008                     | Édition non disputée          |
| Promotions et relégations                      |                               |
| Promus en Premier Division                     | Hamilton Parish FC            |
| Promus en Premier Division                     | Southampton Rangers           |
| Relégués en Second Division                    | Somerset Cricket Club Trojans |
| Relégués en Second Division                    | Ireland Rangers FC            |